# Podbeskidzie Bielsko-Biała

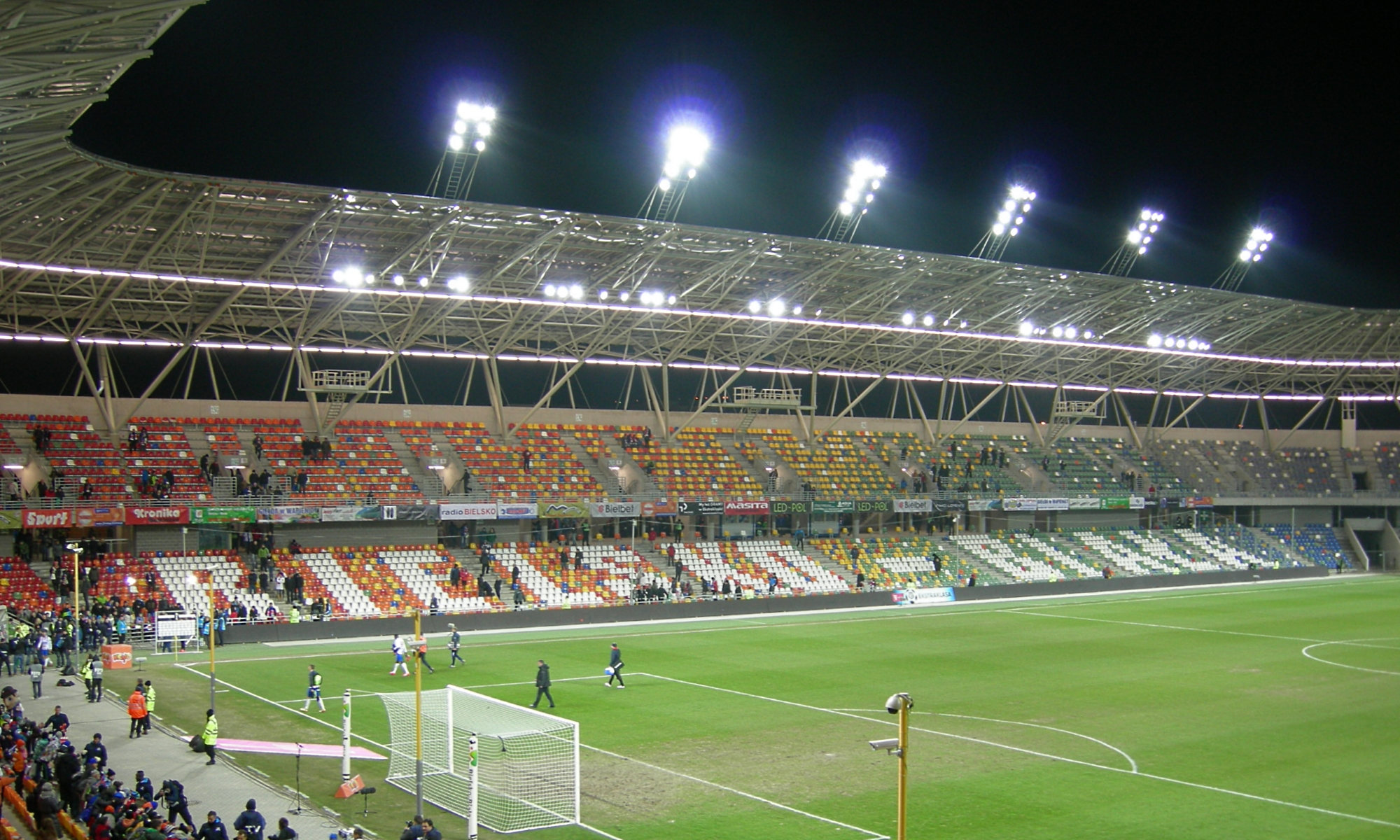
Krytá tribuna Městského stadionu

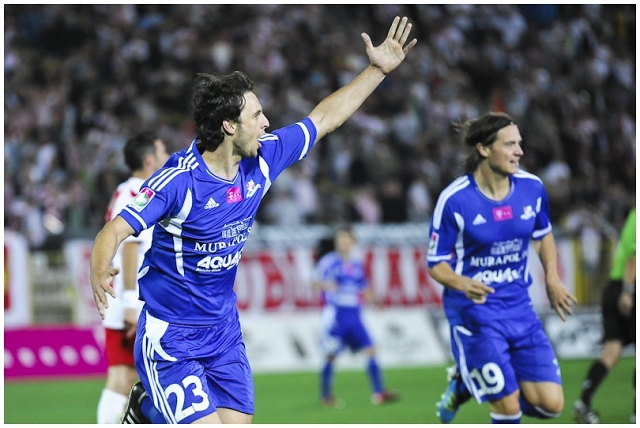
Róbert Demjan a František Metelka, září 2011

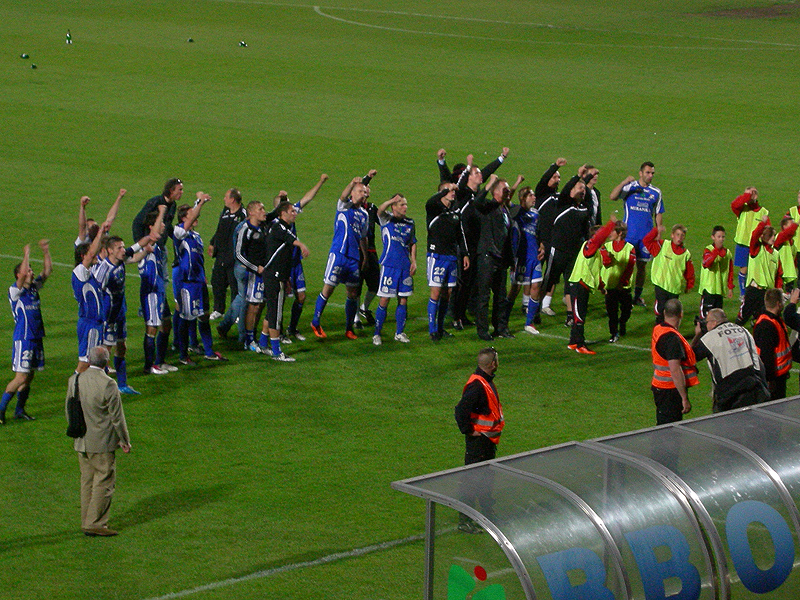
Hráči po postupu do Ekstraklasy, květen 2011

Towarzystwo Sportowe (Tělovýchovná jednota) Podbeskidzie Bielsko-Biała je fotbalový klub z jihopolského města Bílsko-Bělá. Vznikl v roce 1997 sloučením fotbalového odboru klubu BBTS Włókniarz Bielsko-Biała navazujícího na tradice Bielitzer Fußball Klub založeného roku 1907 a DKS Komorowice, klubu z městské části Komorovice založeného v roce 1995.
V letech 2011–2016 Podbeskidzie hrálo nejvyšší polskou ligovou soutěž, Ekstraklasu. K největším úspěchům klubu patří 10. místo v Ekstraklase v sezoně 2013/2014 a postup do semifinále Polského fotbalového poháru v sezonách 2010/2011 a 2014/2015. Předtím se tým nepřetržitě účastnil zápasů druhé ligy, stejně tak od roku 2016 opět hraje druhou nejvyšší polskou fotbalovou soutěž, nyní pod názvem I. liga.
Své domácí zápasy odehrává na Městském stadionu v Bílsku-Bělé ve čtvrti Osiedle Grunwaldzkie (Grunwaldské sídliště), který v letech 2012–2016 prošel nákladnou rekonstrukcí a má nyní kapacitu 15 316 diváků.
Název klubu je odvozen od slova Podbeskidzie (Podbeskydí), které se během existence Bílského vojvodství (1975–1998) ujalo jako hovorové označení jeho území, resp. spádové oblasti Bílska-Bělé, tedy polské části Těšínska a jihozápadního Malopolska.

## Historické názvy
- 1997 – BBTS Ceramed Komorowice
- 1998 – Bogmar Ceramed Bielsko-Biała
- 2001 – BBTS Marbet Ceramed Bielsko-Biała
- 2002 – MC Podbeskidzie Bielsko-Biała
- 2003 – TS Podbeskidzie Bielsko-Biała

## Známí hráči
- Krzysztof Chrapek
- Michal Piter-Bučko
- Juraj Dančík
- Róbert Demjan
- Jakub Hora
- Ireneusz Jeleń
- Kohei Kato
- Kristián Kolčák
- Piotr Koman
- Dariusz Łatka
- Piotr Malinowski
- Róbert Mazáň
- Łukasz Merda
- František Metelka
- Matej Náther
- Michal Peškovič
- Jozef Piaček
- Anton Sloboda
- Pavol Staňo
- Samuel Štefánik
- Richard Zajac